# Ќ
Ќ (onderkast: ќ) is een letter van het cyrillische schrift en wordt gebruikt in het Macedonisch. Het wordt uitgesproken als /c/ of /ʨ/.

## Weergave

### Unicode
De Ќ en ќ zijn in 1993 toegevoegd aan de Unicode 1.0 karakterset.
In Unicode vindt men Ќ onder het codepunt U+040C (hex) en ќ onder U+045C.

### HTML
In HTML kan men voor Ќ de code &KJcy; gebruiken, en voor ќ &kjcy;.